# Isaac Carrillo y O'Farril
Isaac Carrillo y O'Farril (La Habana, 1844-Nueva York, 1901) fue un escritor y poeta cubano.

## Biografía
Nació en 1844. Habanero, buen imitador de clásicos antiguos y de los poetas del siglo XIX españoles, escribió en El Occidente y El País. Estuvo en Madrid (1865). Fue abogado en La Habana (1866) y catedrático de su Instituto. En Nueva York dirigió El Mundo Nuevo. Volvió a Cuba. Entre sus obras publicadas se contarían María (novela), Habana (1863), Luchas del alma (drama, 1864), El que con lobos anda (1867), Magdalena (drama, 1868), El Hombre de la máscara (novela) y Noches de Luna (novela). Habría fallecido en 1901 en Nueva York. Fue padre de Mario Carrillo.
José Augusto Escoto diría de él:

Su poesía es humana, generosa y patriótica. El fondo es marcadamente lírico y con tendencias elegíacas. Su gusto, sin poder decirse que es un modelo, es bastante depurado, y la expresión, sencilla y elegante, aun cuando no exenta de incorrección. La cultura que poseía era varia, y además de los clásicos españoles é hispanoamericanos, conocía los extranjeros ... Tiene energía y virilidad en sus conceptos, pero no se distingue gran cosa por su originalidad. Se inspira en los grandes poetas españoles del siglo XIX, de las odas mayores de Gallego toma la entonación, y de las Doloras de Campoamor, el tinte de filosofía ... En algunos de sus versos hay atisbos de la poesía de Bécquer.
Rev. Hist. Crít. (Matanzas, 1916) (n.° 3, pág. 302):